# Licencia para amar y matar
Licencia para amar y matar (título original en inglés Licensed to Love and Kill) es una película de 1979 protagonizada por Gareth Hunt como el agente secreto británico Charles Bind. Fue dirigida y escrita por Lindsay Shonteff y producida por su esposa Elizabeth Gray. La película tenía el título provisional An Orchid for No. 1; fue lanzada en VHS bajo el título The Man from S.E.X..

## Argumento
El agente secreto Charles Bind es llamado para investigar la desaparición de Lord Dangerfield, un diplomático británico. El rastro lleva a Bind a la hija de Dangefield, Carlotta Muff-Dangerfield, quien se hace llamar «Lotta Muff», una ambiciosa senadora estadounidense llamada Lucifer Orchid y la contraparte de Bind en las fuerzas del mal, Ultra Uno.

## Reparto
- Gareth Hunt como Charles Bind.
- Nick Tate como Jensen Fury.
- Fiona Curzon como  Carlotta Muff-Dangerfield.
- Geoffrey Keen como Stockwell .
- Gary Hope como Senador Lucifer Orchid.
- Don Fellows como Vicepresidente.
- John Arnatt como Merlin.
- Toby Robins como Scarlet Star.
- Imogen Hassall como Miss Martin.
- John Junkin como Mecánico de helicóptero.
- Me Me Lai como Madam Wang mujer.
- Noel Johnson como Lord Dangerfield.
- Anna Bergman como Recepcionista de hotel.
- Eiji Kusuhara como Madam Wang hombre.[1]
- Doug Robinson como Gigante.
- Deep Roy como Enano.

## Producción
Durante la producción de la película anterior de Charles Bind de Henson y Shonteff, No. 1 of the Secret Service, se anunció una secuela titulada An Orchid for No. 1. Aunque inicialmente Nicky Henson, quien interpretó a Charles Bind en No. 1 of the Secret Service, firmó con Shonteff para tres películas, fue contratado por la Royal Shakespeare Company, por lo que fue reemplazado por Gareth Hunt, conocido por su papel del agente secreto Mike Gambit en Los nuevos vengadores. Geoffrey Keen repitió su papel como el superior de Bind similar al M de James Bond, Rockwell. El Rockwell original de las películas de Charles Vine de Tom Adams, John Arnatt, regresó a la serie de Shonteff interpretando a Merlin, el personaje tipo Q que entrega sus armas secretas a Bind. Fiona Curzon, quien interpreta a la protagonista femenina, tuvo un papel diferente y más pequeño en la anterior No. 1 of the Secret Service. Gary Hope, quien interpreta a Lucifer Orchid, tuvo un papel como oficial del ejército en la primera película de Vine Licensed to Kill.

## Banda sonora
Simon Bell escribió la música y Doreen Chanter compuso e interpretó el tema principal, «Love is a Fine Thing».

## Recepción
Alan Burton en Historical Dictionary of British Spy Fiction, que cita que «el ciclo de películas de espías comenzó a perder fuerza en la década de 1970», y menciona a Licencia para amar y matar y la anterior película No. 1 of the Secret Service como «la película extraña [que] apareció en los horarios de cine», se refiere a ambas películas como «crudas parodias».